# San Miguel (comté de San Luis Obispo, Californie)
San Miguel est une census-designated place du comté de San Luis Obispo, dans l'État de Californie, aux États-Unis,. En 2020, elle compte une population de 3 172 habitants.